# Verrucularina
Verrucularia là một chi thực vật có hoa trong họ Malpighiaceae.

## Loài
Chi Verrucularina gồm các loài: